# Моро, Жан-Шарль-Александр
Жан-Шарль-Александр Моро (фр. Jean-Charles-Alexandre Moreau, 1762, Римокур, Нёфшато, Вогезы — 1810, Париж) — французский архитектор, художник-декоратор и живописец периода ампира. Изучал архитектуру в Париже у Луи-Франсуа Труара, в 1785 году выиграл Римскую премию и уехал в Италию. За свою карьеру он посетил Рим четыре раза. Работал рядом с Ж.-Ф. Тома де Томоном, Шарлем Персье и Пьером Фонтеном, будущими создателя стиля ампир. Позднее учился живописи у Жака Луи Давида. В 1797—1810 годах участвовал в Парижский салон Парижском Салоне. В 1798 году проводил реконструкцию театра Комеди Франсез.
Другой Жан-Шарль-Александр де Моро (8 декабря 1758, Париж — 3 ноября 1840, Леопольдштадт, район Вены) также был французским архитектором и живописцем. С 1803 года он работал в Австрии, где был известен как Карл Моро (Karl Moreau). Согласно версии, приведённой в исследовании Р. Кастнера (2014), «австрийский Моро» и Жан-Шарль-Александр Моро из Римокура — одно и то же лицо, поскольку значительная часть их биографий совпадает.
Ещё один Жан-Шарль Моро (фр. Jean-Charles Moreux, 13 июня 1889, Мон-Сен-Венсан, Сона и Луара — 7 июля 1956, Париж) — французский архитектор-декоратор, работал в стиле классицизма. В 1922 году окончил Школу изящных искусств в Париже. Был другом художника по тканям Жана Люрса, в качестве архитектора-декоратора работал влиятельных заказчиков: барона Роберта де Ротшильда, виконта Шарля де Ноая, кутюрье Жака Дусе.

## Галерея

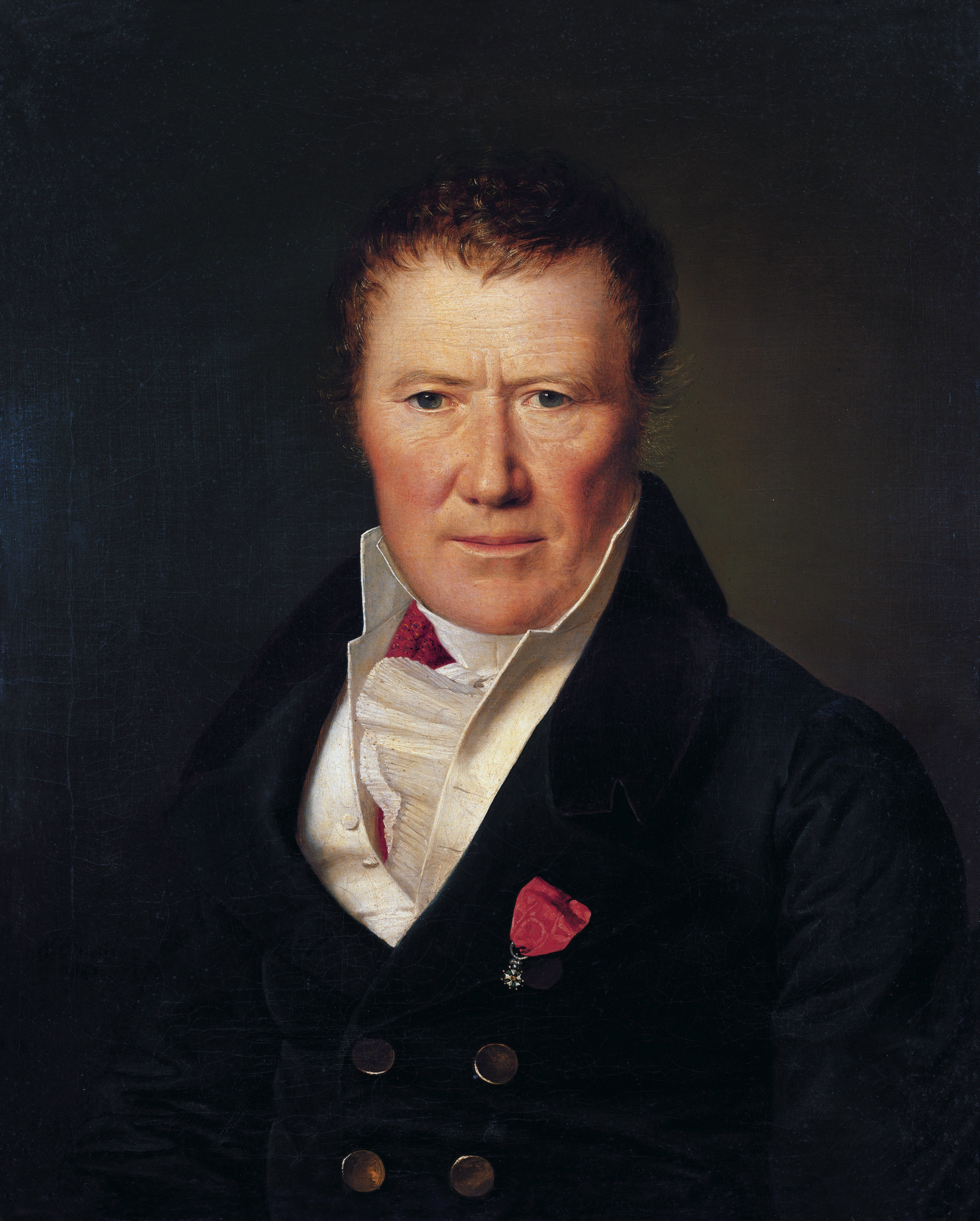
Ф. Г. Вальдмюллер. Портрет Шарля де Моро. 1822. Холст, масло. Коллекция Лихтенштейнов, Вена
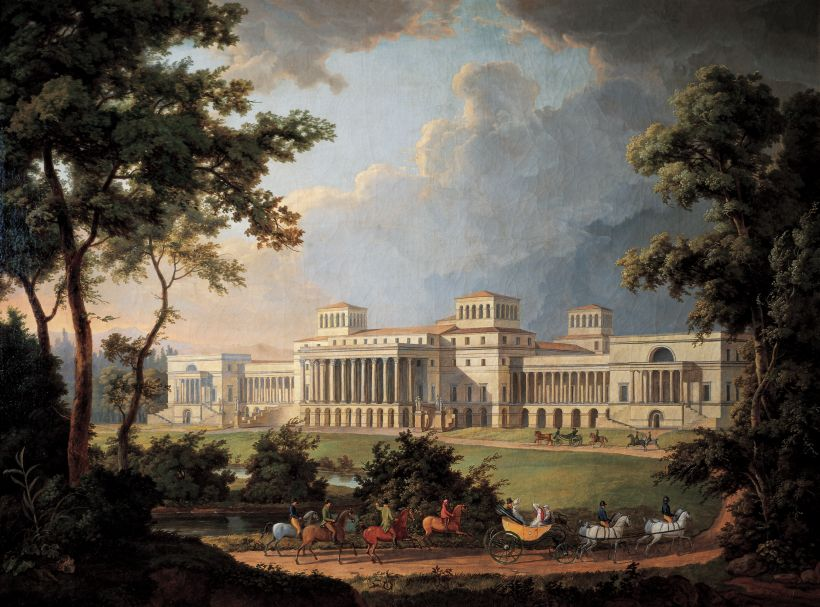
Проект садового фасада дворца Эстерхази. 1812. Холст, масло. Частное собрание
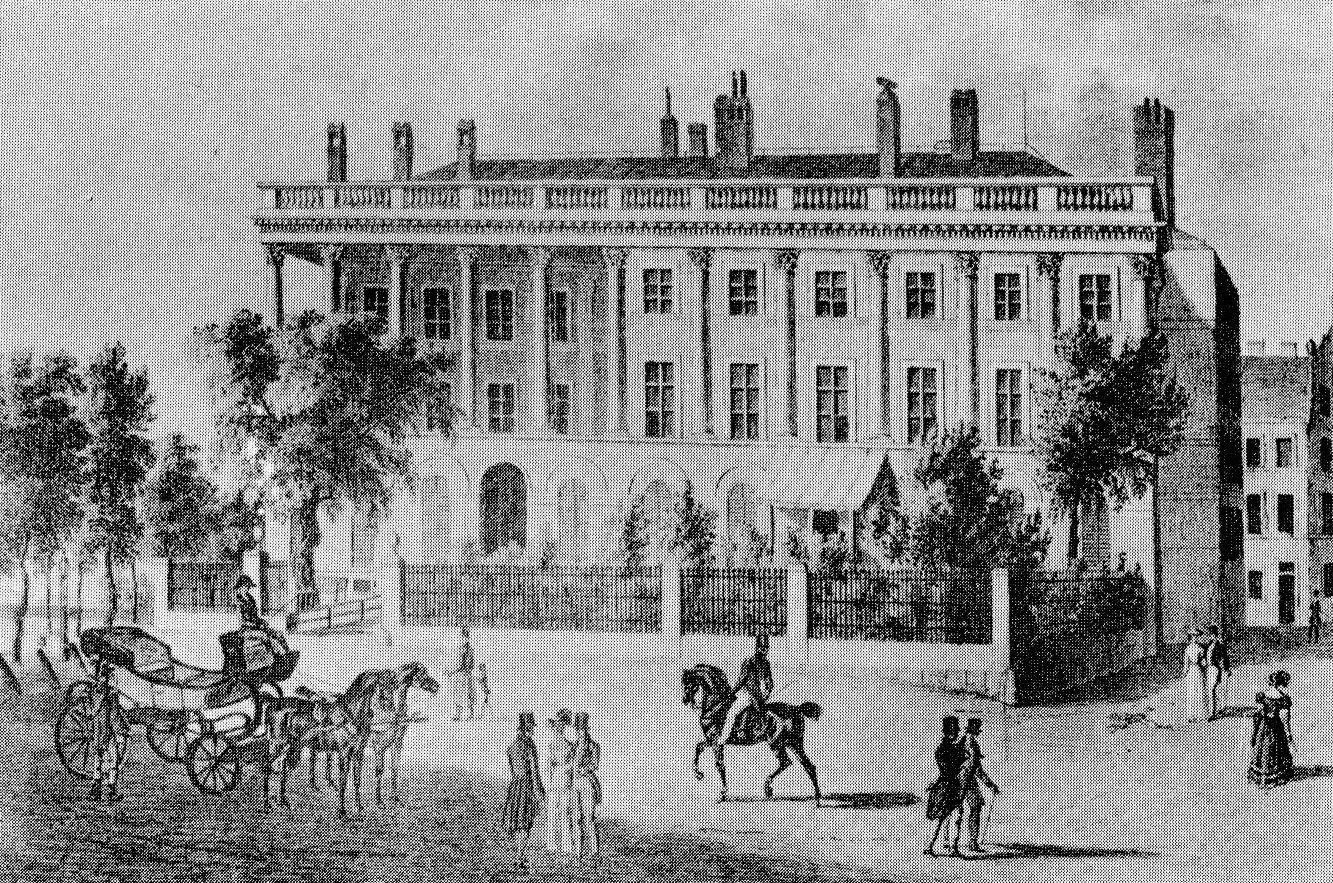
Дворец Любомирских. 1806. Вена (не сохранился). Литография 1840 г.
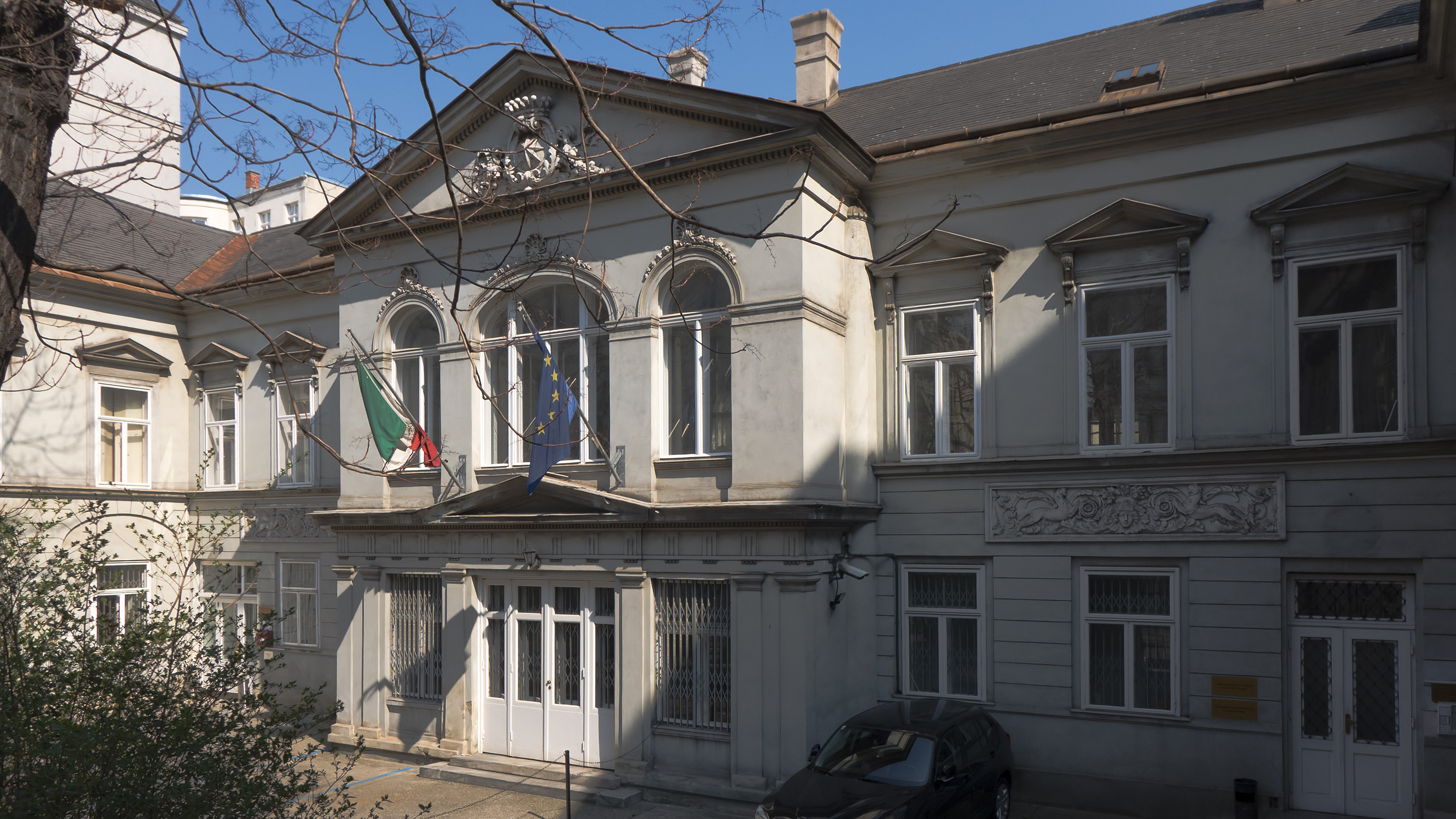
Дворец Штернбергов. Вена
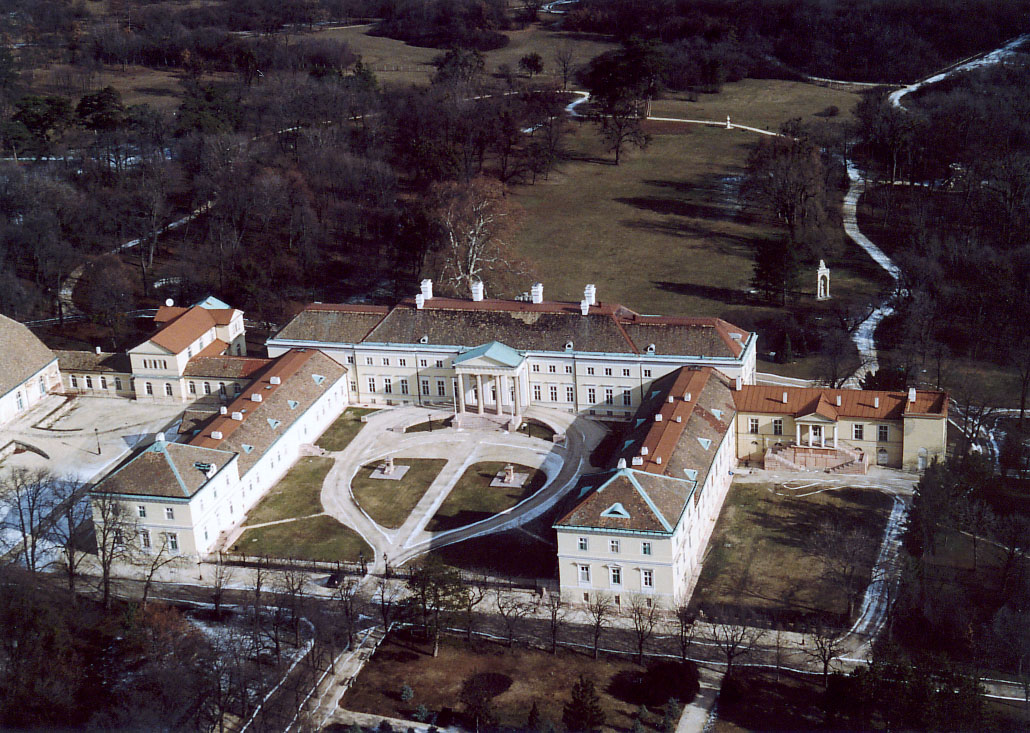
Дворец Шаквар. Венгрия
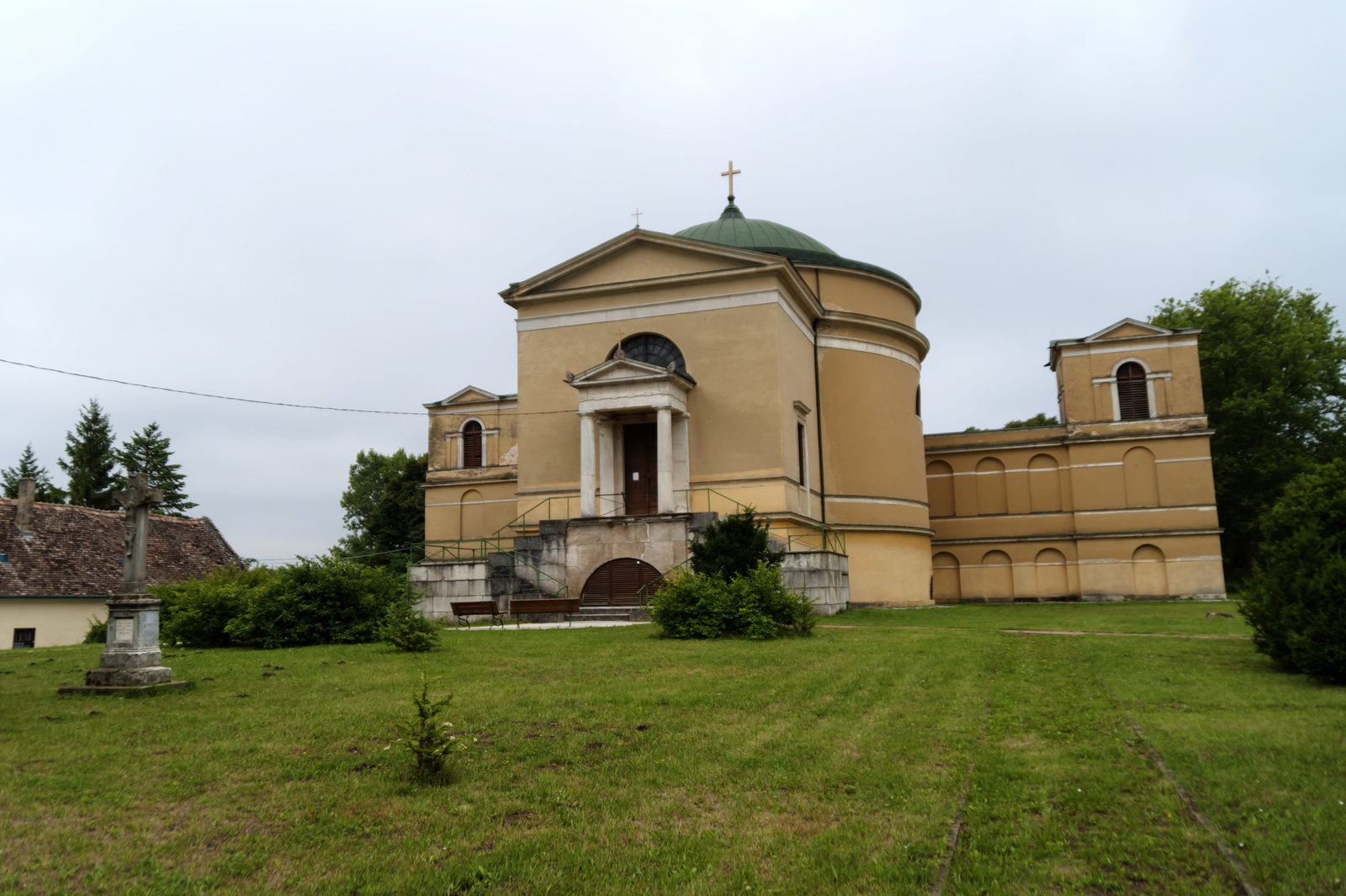
Римско-католическая церковь и мавзолей Эстерхази. Ганна, Венгрия